# Dolby Digital

Aktuelles Logo (2014)

Dolby Digital (auch ATSC A/52 und AC-3) ist ein mittlerweile durch Ablauf der Patente frei verfügbares Mehrkanal-Tonsystem des Unternehmens Dolby, das in der Filmtechnik (Kino), auf Laserdiscs, DVDs, HD-DVDs, Blu-ray Discs und in der Fernsehtechnik zum Einsatz kommt. Das letzte für Dolby Digital relevante Patent ist im März 2017 abgelaufen. Im Bereich Kino und DVD sind die direkten Konkurrenten DTS und SDDS (SDDS nur Kino). Dolby Digital unterstützt bis zu sechs diskrete Kanäle und verwendet ein psychoakustisches verlustbehaftetes Verfahren zur Datenkompression.
Das Format wurde vom Advanced Television Systems Committee mit der Dokumentnummer A/52 international standardisiert und trägt somit offiziell den Namen ATSC A/52. Dolby Digital ist der Marketingname (oft abgekürzt zu DD). AC-3 schließlich bezeichnet das Bitstream-Format (Adaptive Transform Coder 3) und hat sich ebenfalls als Bezeichnung eingebürgert. Daher stammt auch die typische Dateiendung .ac3.
Auch leicht abgewandelte Bezeichnungen wie Dolby Stereo Digital, Dolby SR-Digital oder die Abkürzung SRD und einige andere werden verwendet.

Altes Logo (2011)

Altes Logo (2009)

## Geschichte

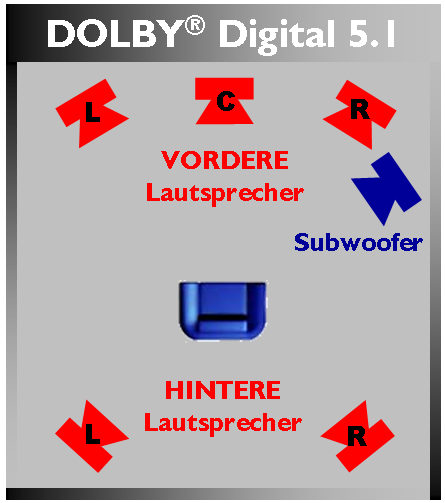
Schematische Darstellung von Dolby Digital 5.1

Der erste offizielle Kinofilm in Dolby Digital war Batmans Rückkehr 1992. Es gab aber schon vorher in den USA einige Testkopien in Dolby Digital (unter anderem Star Trek VI: Das unentdeckte Land).
1995 wurde Dolby Digital als eines der möglichen Audioformate für die DVD festgelegt. Außerdem erschien die erste Laserdisc mit diesem Tonformat.
Der erste in Deutschland erhältliche Receiver für den Heimbereich, der Dolby Digital unterstützte, war der im Mai 1996 auf den Markt gekommene Kenwood KR-V990D.

## Technische Details

### Kanäle
| Name                | Modus                              | Vorne | Vorne          | Vorne  | Hinten         | Hinten          | Subwoofer (LFE) | Verwendung                                                             |
| Name                | Modus                              | Links | Mitte (Center) | Rechts | Surround Links | Surround Rechts | Subwoofer (LFE) | Verwendung                                                             |
| ------------------- | ---------------------------------- | ----- | -------------- | ------ | -------------- | --------------- | --------------- | ---------------------------------------------------------------------- |
| Dolby Digital 1/0   | Mono                               | nein  | ja             | nein   | nein           | nein            | nein            | Vor allem alte restaurierte Filme.                                     |
| Dolby Digital 2/0   | Stereo                             | ja    | nein           | ja     | nein           | nein            | nein            | Audiokommentar. Kann auch Dolby Surround Informationen enthalten.      |
| Dolby Digital 3/0   | 3-Stereo                           | ja    | ja             | ja     | nein           | nein            | nein            |                                                                        |
| Dolby Digital 2/1   | Stereo mit Mono-Surround           | ja    | nein           | ja     | ja             | ja              | nein            |                                                                        |
| Dolby Digital 2/1.1 | Stereo mit Mono-Surround und LFE   | ja    | nein           | ja     | ja             | ja              | ja              |                                                                        |
| Dolby Digital 3/1   | 3-Stereo mit Mono-Surround         | ja    | ja             | ja     | ja             | ja              | nein            |                                                                        |
| Dolby Digital 3/1.1 | 3-Stereo mit Mono-Surround und LFE | ja    | ja             | ja     | ja             | ja              | ja              |                                                                        |
| Dolby Digital 2/2   | Quadrophonie                       | ja    | nein           | ja     | ja             | ja              | nein            |                                                                        |
| Dolby Digital 2/2.1 | Quadrophonie mit LFE               | ja    | nein           | ja     | ja             | ja              | ja              |                                                                        |
| Dolby Digital 3/2   | 5-Kanal-Surround                   | ja    | ja             | ja     | ja             | ja              | nein            |                                                                        |
| Dolby Digital 3/2.1 | 5-Kanal-Surround mit LFE           | ja    | ja             | ja     | ja             | ja              | ja              | Meistens als Haupttonspur bei Spielfilmen oder auch Serien eingesetzt. |

Die volle Kanalausstattung wird als 5.1-Ton bezeichnet, da nur die ersten fünf Kanäle das komplette mögliche Frequenzspektrum von 20 Hz–20 kHz wiedergeben. Der LFE-Kanal ist auf Tieftoneffekte zwischen 20 und 120 Hz beschränkt.
Dolby Digital arbeitet mit diskreten Kanälen, d. h. alle Kanäle sind vollständig und prinzipiell unabhängig. Im Gegensatz dazu steht z. B. Dolby Pro Logic, das in einem Stereosignal per Matrixcodierung vier Kanäle kodiert.

### Audiokompression
Das Audiosignal wird in seiner Dynamik nicht komprimiert. Aufgrund der großen Kanalanzahl, der hohen Abtastrate von 48 kHz und der möglichen Auflösung zwischen 16 und 24 Bit fällt in unkomprimierter Form eine enorme Menge an Audiodaten an. Für die Tonspur eines zweistündigen Films liegt der Platzbedarf bei ungefähr 4 GB (bei einer Auflösung von 16 Bit), was etwa der halben Speicherkapazität einer Double-Layer-DVD entspricht. Deshalb arbeitet Dolby Digital mit einer verlustbehafteten Datenkompression. Das verwendete Kodierungsverfahren heißt AC-3 und wird im Standard ATSC A/52 beschrieben. Die Komprimierung basiert – wie beispielsweise auch bei MP3, Vorbis und AAC – auf der Tatsache, dass das menschliche Ohr bestimmte Toninformationen nicht wahrnimmt (siehe Psychoakustik).
AC-3 unterstützt Bitraten zwischen 32 und 640 kbit/s (Kilobit pro Sekunde). Auf einer DVD werden für 5.1-Ton gewöhnlich 384 oder 448 kbit/s verwendet, für Stereoton 192 oder 224 kbit/s. Im Kino lag die Datenrate (bei Einsatz von Dolby Digital) bei 320 kbit/s (mittlerweile wird unkomprimiertes PCM verwendet). Auf einer Blu-ray werden für 5.1 Ton gewöhnlich 640 kbit/s verwendet und dadurch wird die größtmögliche Bitrate voll ausgeschöpft.

## Einsatz von Dolby Digital

### Kino

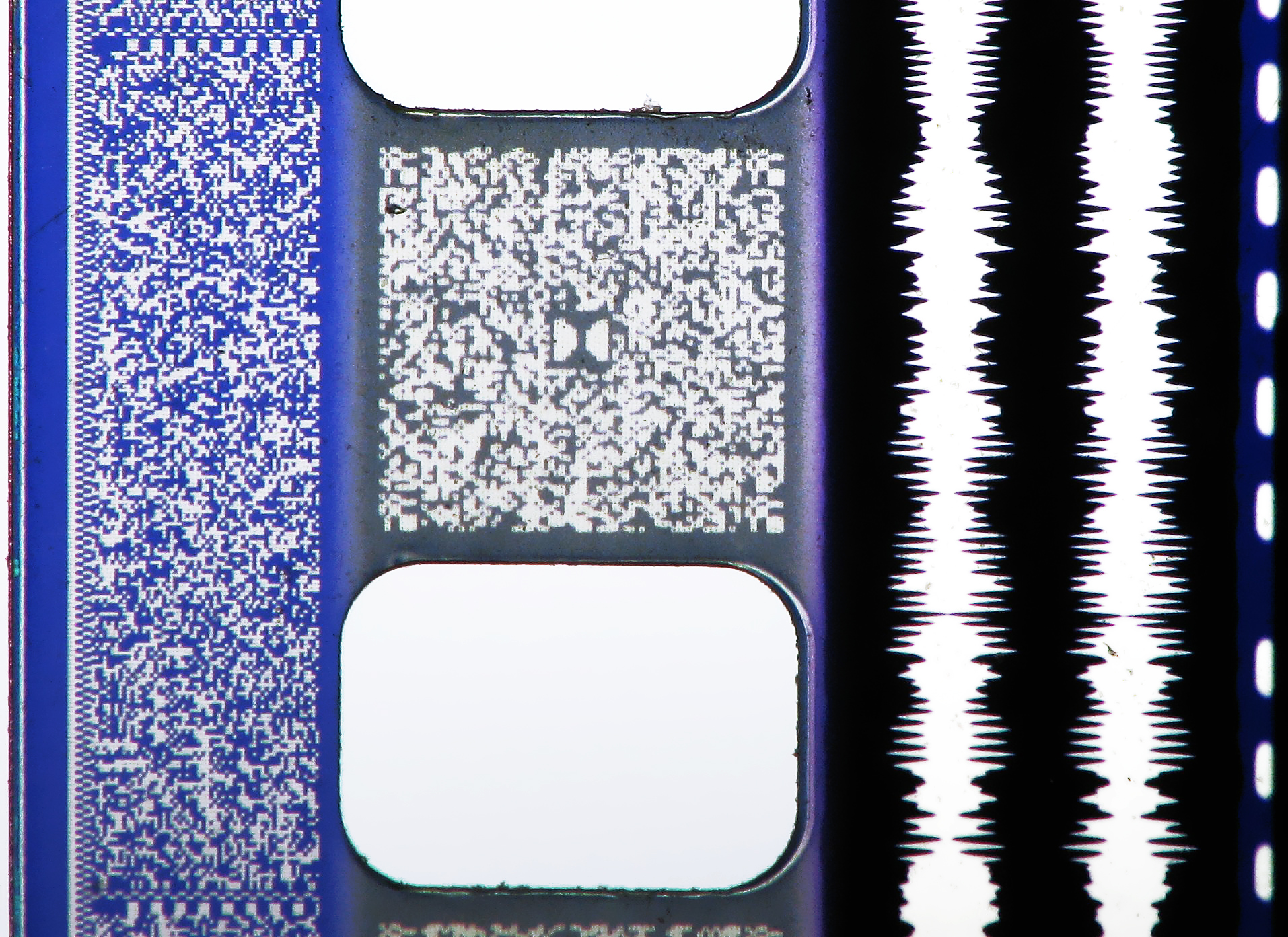
Dolby Digital mit anderen Tonformaten auf einem 35-mm-Film

Für Tonfilme im Kino ist Dolby Digital (in der Branche als SRD bezeichnet) der Nachfolger des analogen Lichttons Dolby Stereo SR. Die Daten werden zusätzlich zur Dolby-Stereo-SR-Lichttonspur zwischen den Löchern der Film-Perforation gespeichert und mittels einer speziellen CCD-Kamera ausgelesen. Der dort zur Verfügung stehende Platz ist so klein, dass das Dolby-Logo in der Mitte des Datenblocks nur mit der Lupe zu erkennen ist. Fällt Dolby Digital aus, schaltet die Soundanlage automatisch ohne Unterbrechung auf den Dolby-Stereo-SR-Lichtton zurück.
Dolby Digital lässt sich auf allen gängigen 35-mm-Projektoren nachrüsten.
Digitales Kino nach dem Standard der Digital Cinema Initiatives sieht für den Ton nur noch unkomprimiertes PCM vor, so dass klassische Kino-Tonsysteme wie Dolby Digital oder DTS dort nicht mehr nötig sind.

### Heimanwender
Im Heimbereich ist Dolby Digital der digitale Nachfolger von Dolby Surround bzw. Dolby Pro Logic. Hervorzuheben sind die in der Tonspur enthaltenen Metadaten (bezeichnet als BSI für Bit Stream Information), die unter anderem zwei wichtige Funktionen bieten.

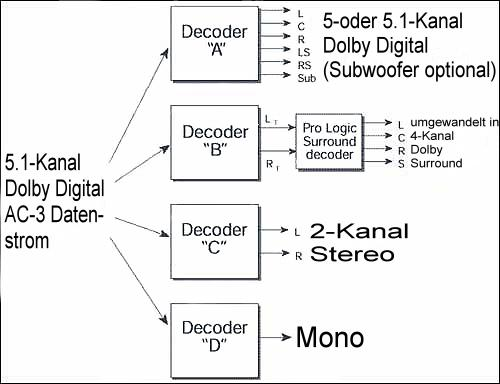
Varianten der AC-3-Decodierung

- Dynamic Range Control. Mit einem kompatiblen Decoder ist es möglich, beim Abspielen die Dynamik der Tonwiedergabe automatisch so zu verändern, dass ein gleichmäßiger Lautstärkepegel entsteht. Dazu werden leise Passagen der Tonspur angehoben und laute abgesenkt. Manchmal wird diese Funktion auch Midnight Mode (Mitternachts-Modus) genannt.
- Stereo-Downmix. Für Benutzer, die nicht über ein 5.1-Lautsprechersystem verfügen, ist 6-Kanal-Ton in unveränderter Form nicht nutzbar. AC-3 bietet in den BSI-Informationen dem Decoder eine Hilfestellung zur Umrechnung von 5.1 auf Stereo. Dadurch eröffnet sich die Möglichkeit, DVDs ausschließlich mit 6-Kanal-Ton auszuliefern und auf eine zusätzliche Stereo-Tonspur zu verzichten.

#### Dolby Digital Live
Dolby Digital Live (DDL) ist eine Encodierungs-Technik in Echtzeit für interaktive Medien wie Video- und Computerspiele. DDL konvertiert jedes Audiosignal im Computer oder in der Spielkonsole in ein 5.1-Kanal-Dolby-Digital-Format und kann dieses Signal über den S/PDIF-Ausgang ausgeben lassen. Der SoundStorm-Chip, der bei der Xbox und einigen nForce2-Computer-Hauptplatinen verwendet wurde, nutzte eine frühe Form dieser Technik. DDL wird zurzeit von Soundkarten der Hersteller Creative, Turtle Beach, HT OMEGA SYSTEM und Auzentech durch den C-Media-Chipsatz verwendet, und auf einigen Hauptplatinen wird Realteks ALC882D, ALC888DD und ALC888H verwendet. Eine ähnliche Technik ist unter DTS Connect von Mitbewerber DTS vorhanden.
Das Open-Source-Projekt AC3Filter wandelt ebenfalls in Echtzeit Audiosignale im Computer in Dolby Digital, so dass diese über S/PDIF ausgegeben werden können.
Ein wichtiger Vorteil dieser Technik ist, dass es die Benutzung von digitalem Mehrkanalton mit Soundkarten ermöglicht, die sonst auf PCM-Stereo oder analogen Mehrkanalton beschränkt wären.
DDL ist unter den Komponenten für das neuere Label „Dolby Home Theater“ zu finden. Geräte mit diesem Label beherrschen folgende Technologien: Dolby Pro Logic IIx, Dolby Headphone, Sound Space Expander, Natural Bass und eben Dolby Digital Live.

### Fernsehstudios
Dolby Digital wird primär im Konsumbereich verwendet. In Fernsehstudios wird im Rahmen der Produktionsabwicklung das Dolby-Digital-Signal erst unmittelbar vor der Ausstrahlung mittels Transkodierung aus dem studiointern verwendeten Dolby E gewonnen. Im Gegensatz zu Dolby E besitzt Dolby Digital keine exakte zeitliche Ausrichtung zum Videosignal, welche bei Videokreuzschienen wesentlich ist.

## Erweiterungen

### Dolby Digital EX

Zeichen für Dolby Digital 5.1 auf DVD-Hüllen

Statt der bisherigen zwei rückwärtigen Kanäle unterstützt Dolby Digital EX drei (hinten rechts, hinten Mitte, hinten links). Dieses Verfahren ist abwärtskompatibel, da die drei Rückkanäle nicht separat gespeichert werden, sondern der mittige Kanal aus dem linken und rechten gebildet wird. Es hat dadurch Ähnlichkeit mit dem analogen Dolby Surround Pro Logic II.

### Dolby Digital Plus
Dolby Digital Plus wurde speziell für den Einsatz bei HDTV und HD DVDs bzw. Blu-ray Discs entwickelt. Der Codec E-AC-3 soll Datenraten bis zu 6 MBit/s (DVD: 448 kBit/s) für maximal 14 Kanäle bei 24 Bit Auflösung und einer Abtastfrequenz von 96 kHz unterstützen.

## Dolby Digital im Fernsehen/Hörfunk
- Voraussetzung für die Dolby-Digital-Nutzung ist der digitale Fernseh- bzw. Hörfunkempfang über DVB bzw. DAB.

- 18. September 1999: Im Fernsehen wird Dolby Digital von mehreren Programmanbietern unterstützt. Die erste Sendung in Deutschland in diesem Tonformat sendete ProSieben am 18. September 1999 mit dem Spielfilm „Mut zur Wahrheit“. Heute werden zumeist Filme in Dolby-Digital-5.1-Format ausgestrahlt. Das übrige Programm ist im Dolby-Digital-2.0-Format zu empfangen. Laut Auskunft von ProSieben wurde zuvor beispielsweise der „Super Bowl“ in den USA in Dolby Digital 5.1 ausgestrahlt.

- 26. April 2001: Nach ProSieben entschloss sich auch der Bezahlfernseh-Anbieter Premiere zur Ausstrahlung von Dolby Digital. Der erste Film auf Premiere war am 26. April 2001, „Star Wars: Episode I – Die dunkle Bedrohung“.

- 1. Januar 2003: In Österreich startete der ORF am 1. Januar 2003 mit der Übertragung des Neujahrskonzerts ebenfalls mit der Ausstrahlung von Dolby Digital. Wie schon bei ProSieben werden auch hier regelmäßig Filme in diesem Tonformat ausgestrahlt.

- Am 17. September 2003 begann auch Sat.1 mit den ersten Dolby-Digital-Tests. Auch hier werden regelmäßig Spielfilme in diesem Format ausgestrahlt. Sat.1 zeigte auch schon Fußballspiele in Dolby Digital 5.1.

- Am 4. Oktober 2003 startete Dolby Digital schließlich auch bei den öffentlich-rechtlichen Sendern. Das ZDF strahlte die Show „Wetten, dass..?“ in Dolby Digital 5.1 aus.

- Ab 31. Oktober 2003 überträgt der Bayerische Rundfunk „Bayern 4 Klassik“ im zweiwöchentlichen Turnus Klassische Musik von 2:05 bis 4:00 Uhr in Dolby Digital 5.1

- 3. September 2004: Der ORF startete am 3. September 2004 ein Dolby Digital 5.1 Radio-Testprogramm. Die erste Sendung auf dem Test-Kanal wurde anlässlich der „Langen Nacht der Radiokunst“ des Radioprogramms Ö1 ausgestrahlt. Die Sendung wurde am 3. September 2004 von 19:30 Uhr bis 06:00 Uhr in Dolby Digital 5.1 übertragen. Auf dieser Welle werden nachfolgend häufig klassische Konzerte – auch Live-Übertragungen aus dem Großen Saal des Musikvereins in Wien – in Dolby Digital 5.1 übertragen.

- Am 7. August 2005 begann die Konzertreihe der 36. Internationalen Jazzwoche Burghausen. BR-alpha hat als erster Kanal des ARD-Verbunds alle Konzerte des Festivals im Klangformat Dolby Digital 5.1 gesendet.

- Am 3. September 2005 sendete erstmals auch 3sat im Zuge einer Übertragung von den Salzburger Festspielen im Tonformat Dolby Digital 5.1.

- Seit 2005 überträgt der Bayerische Rundfunk „Bayern 4 Klassik“ regelmäßig Live-Konzerte aus dem Herkulessaal und dem Gasteig in München in Dolby digital 5.1, seit 2006 auch die Aufführungen der Bayreuther Festspiele. Die anderen Klassik Radioprogramme der ARD folgen nach. So übertragen WDR3, hr2, SWR 2, MDR Figaro, NDR Kultur seitdem ebenfalls häufiger Konzerte in Dolby Digital 5.1. Im Übrigen übertragen diese Sender das normale Stereoprogramm auch in Dolby Digital 2.0, wodurch die Lautstärkedynamik der Musik im Gegensatz zum UKW-Rundfunk nicht komprimiert wird.

- Am 12. Dezember 2005 sendete das ZDF erstmals einen Film („The Time Machine“) im Tonformat Dolby Digital 5.1. Das ZDF sendet bereits seit einigen Jahren in Dolby Digital, allerdings vorwiegend in Stereo. Einige wenige „Wetten, dass..?“-Sendungen wurden bereits in DD 5.1 ausgestrahlt. Des Weiteren wurde die Eröffnung der Allianz-Arena vom ZDF in Dolby Digital 5.1 übertragen.

- 14. Dezember 2005: ARD „Das Erste“ beginnt mit der Ausstrahlung in Dolby Digital. Nach Aussage des Bayerischen Rundfunks überträgt die ARD erstmals die Sendung „Stars in der Manege“ am 26. Dezember mit Dolby-Digital-5.1-Ton. Die Samstagabendsendung „Verstehen Sie Spaß“ wird des Weiteren das erste Mal in Dolby Digital 5.1 ausgestrahlt.

- 20. März 2006: RTL Television beginnt über Satellit mit der Ausstrahlung einer zusätzlichen Dolby-Digital-Tonspur. Die erste 5.1 Sendung ist der Spielfilm „Herr der Ringe – Die Zwei Türme“ am 16. April 2006.

- 7. Mai 2006: RTL überträgt beim Großen Preis von Europa auf dem Nürburgring zum ersten Mal ein Formel-1-Rennen im Dolby-Digital-Verfahren 5.1.

- Juni/Juli 2006: Die ARD, das ZDF und RTL übertragen die Spiele der Fußball-Weltmeisterschaft 2006 in Dolby-Digital 5.1.

- April 2007: MDR Sputnik beginnt im Radio die Reihe „Sputnik Studiokonzerte“ in 5.1 live zu senden. Jeden Monat werden aktuelle Chartbands im Studio vor Gästen spielen und gleichzeitig übertragen. Bis jetzt gespielt haben Polarkreis 18, Client, Joy Denalane und Wir sind Helden.

- 15. Juli 2008: Deluxe Music sendet als erster Musik-Sender ständig in Dolby Digital 5.1. Seit 1. Januar 2013 sendet Deluxe Music nicht mehr in Dolby Digital, sondern nur noch in Stereo.

- Die HDTV-Ableger der privaten, als auch der öffentlich-rechtlichen Fernsehsender führen ständig einen Dolby Digital Stream mit sich (entweder Stereo oder 5.1). Dies sind auch jene Programme, die im SD-Format lediglich einen MP2-Stream senden.